# Bardo (film)
Bardo is een Mexicaanse film uit 2022, geregisseerd, geschreven en geproduceerd door Alejandro González Iñárritu.

## Verhaal
De film vertelt het verhaal van een Mexicaanse journalist en documentairemaker die naar huis terugkeert en een existentiële crisis doormaakt terwijl hij worstelt met zijn identiteit en familierelaties.

## Rolverdeling
| Acteur               | Personage |
| -------------------- | --------- |
| Daniel Giménez Cacho |           |
| Griselda Siciliani   |           |

## Productie
In maart 2021 werd bekend dat Alejandro González Iñárritu bezig was met zijn nieuwe speelfilm, die de eerste zou zijn sinds The Revenant uit 2015. Voor de Spaanstalige film, die geproduceerd werd onder de werktitel Limbo, werd acteur Daniel Giménez Cacho gecast voor de hoofdrol. Details over het verhaal werden niet vrijgegeven, alleen dat het een soort  fabel beloofde te worden die de politieke en sociale moderniteit van Mexico verkent.
In september 2021 werd bekend dat de productie van González Iñárritu's nieuwe film erop zat en de titel Bardo zou krijgen. Het is de eerste film van González Iñárritu in Mexico sinds Amores perros.

## Release
In april 2022 werd bekendgemaakt dat Netflix de film had gekocht, en de film wil uitbrengen in de bioscoop voordat deze te zien zal zijn op de streamingservice. Op 26 juli 2022 werd bekendgemaakt dat de film in première gaat op het Filmfestival van Venetië waar de film meedoet aan de internationale competitie om de Gouden Leeuw.